# 秋田若菜
秋田 若菜（あきた わかな、2003年2月24日 - ）は、日本の女子ラグビーユニオン選手。

## プロフィール
- ポジションはBK。
- 身長 165cm、体重 60kg
- 7人制女子日本代表に選ばれたことがある[1]。

## 略歴
アルカスユース熊谷に所属していた。
2021年、佐野高校卒業後、自衛隊体育学校に入る。